# Parihuela (sopa)
La parihuela es una sopa de pescado y marisco típica de la costa peruana de origen prehispánico.

## Descripción
La parihuela es una sopa típica de la costa peruana, especialmente del puerto del Callao. Su nombre puede deberse al recipiente que se usa para transportar la pesca artesanal.
Consiste en una sopa a base de productos marinos como conchas de abanico, cangrejo, choros, pulpo, y diversos tipos de pescados, como lenguado, mero, chita y cojinova, condimentados con una base picante de aderezo peruano, ají amarillo y ají panca, un ácido (que puede ser limón, cerveza, chicha de jora o vino), algas marinas como el cochayuyo,  y hierbas aromáticas, como el culantro.
Se le considera un plato único, y preferentemente de invierno, con propiedades energizantes y tonificantes. Por su sencillez y suculencia es una sopa de carácter popular.